# Обреновац
 Тази статия е за града в Белградски окръг.  За селото в Пиротско вижте Обреновац (град Пирот).  
Обреновац (на сръбски: Обреновац) е град в Сърбия, Белградски окръг. Административен център е на община Обреновац.

## География
Разположен е край десния бряг на река Сава и край левия бряг на река Колубара. Намира се на 30 км югозападно от Белград.

## Население
Населението на града вълиза на 25 429 жители (2011 г.).
Етнически състав (2002 г.):
- сърби – 22 074 жители (93,45%)
- цигани – 364 жители (1,54%)
- черногорци – 208 жители (0,88%)
- югославяни – 142 жители (0,60%)
- хървати – 82 жители (0,34%)
- македонци – 75 жители (0,31%)
- румънци – 36 жители (0,15%)
- мюсюлмани – 28 жители (0,11%)
- българи – 22 жители (0,09%)
- други – 78 жители (0,28%)

## История
Градът е преименуван на княз Милош Обренович, който го възстановява през 1859 г. Старото име на селището е Палеж.

## Икономика
Западно от града е разположена топлоелектрическата централа „Никола Тесла А“.